# Macrozamia communis
Macrozamia communis es una cícada de Australia encontrado en la costa este de Nueva Gales del Sur. El nombre común de la especie es burrawang, una palabra de origen aborigen australiano; el nombre también se aplica a otras especies de Macrozamia.
El burrawang tiene la más extensa distribución de cualquier cicada en Nueva Gales del Sur y se le encuentra a lo largo de la costa desde el distrito alrededor de Armidale hasta Bega 700 km al sur y en las laderas costeras de la Gran Cordillera Divisoria con algunos ejemplares en las laderas tierra adentro de la cordillera; tan al oeste como el distrito de Mudgee. Es más abundante en la costa sur del estado.
Las plantas crecen en bosques abiertos.

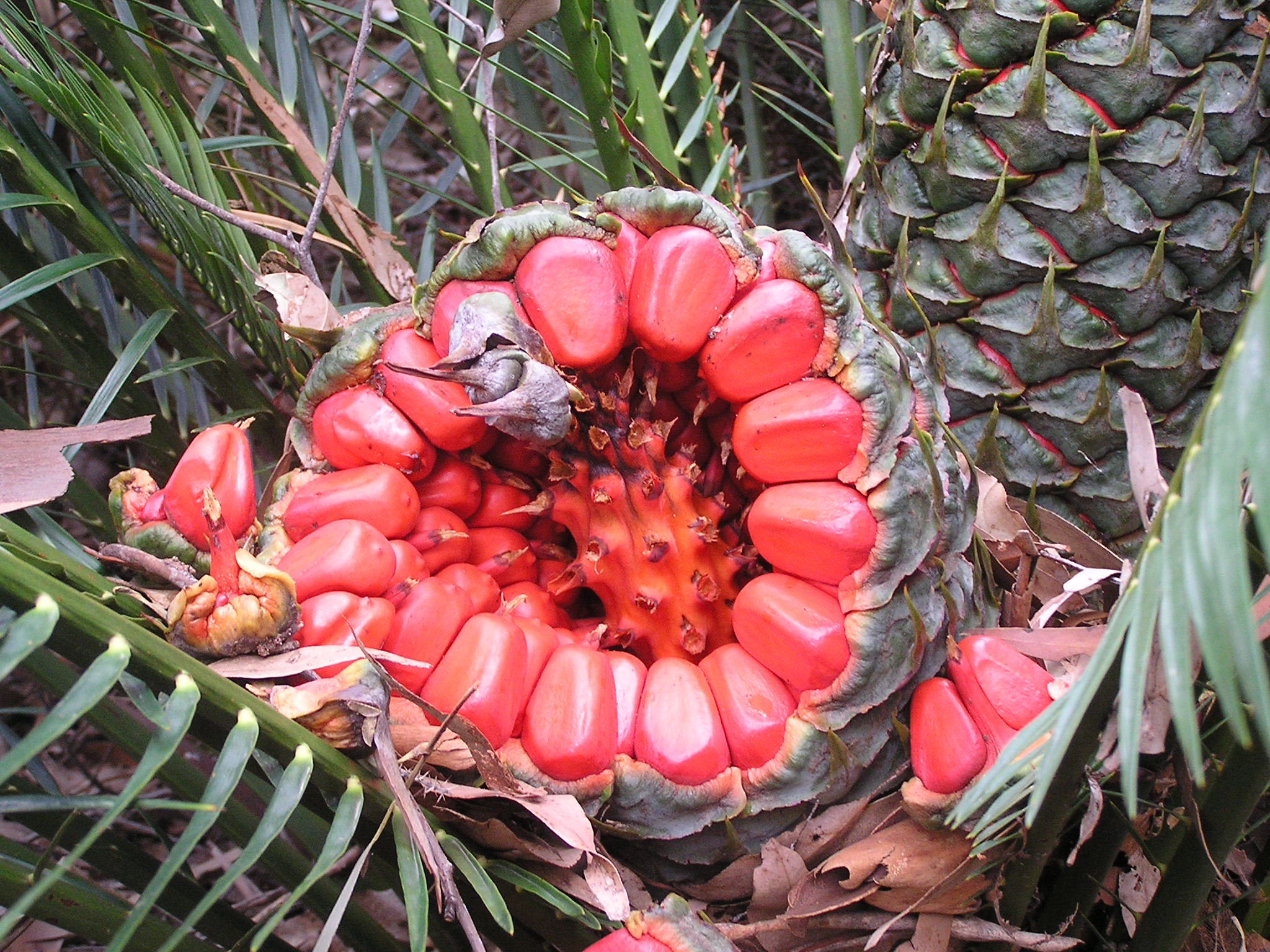
Semillas de burrawang, Batemans Bay, Nueva Gales del Sur, Australia.

Conos de semilla se forman después de algún incendio. Conos de semilla masculinos y femeninos se forman en plantas separadas y las grandes semillas femeninas están maduras cuando están rojas o amarillas.
Las semillas del burrawang son una buena fuente de almidón pero son venenosas si se comen a menos de que sean tratadas.  Los aborígenes australianos molían y sumergían las semillas en agua por una semana, cambiando el agua diariamente. La pulpa era entonces preparada para hacer pasteles y también era tostada sobre brasas calientes.
El estatus de conservación de la especie está "no considerada en riesgo".